# Washington Luiz Pereira dos Santos
Washington Luiz Pereira dos Santos (* 10. April 1975 in São Paulo) ist ein ehemaliger brasilianischer Fußballspieler.

## Karriere
Washington begann seine Karriere 1994 bei Uberlândia EC und spielte unter anderem auch bei Nacional FC (AM) und União São João EC. 1996 feierte er mit União São João die Zweitligameisterschaft und den Aufstieg in die erste Liga. 1997 wechselte er nach Belgien. Hier spielte er bis 2001 für RFC Lüttich und R.A.A. La Louvière. 2001 kehrte er nach Brasilien zurück und unterschrieb einen Vertrag bei Paraná Clube. Danach spielte er bei Atlético Mineiro, América Mineiro, Sportivo Luqueño (Paraguay) und SC Internacional.